# Juliusz Szygowski
Juliusz Trzaska-Szygowski (ur. 20 maja 1896 we Lwowie, zm. 12 sierpnia 2001 w Chicago) – doktor praw, urzędnik konsularny i dyplomata.

## Życiorys
Syn Józefa i Benedykty Dunin-Wąsowicz. Od 1914 był żołnierzem Legionu Wschodniego, po rozwiązaniu którego został wcielony do armii austriackiej i jako oficer walczył na froncie wschodnim. Przebywał w niewoli włoskiej (1916-1918). W 1918 wstąpił do tworzącej się we Francji Armii Polskiej z którą uczestniczył w wojnie polsko-bolszewickiej. Po jej zakończeniu studiował na Wydziale Prawa Uniwersytetu Jana Kazimierza we Lwowie Uniwersytetu Jana Kazimierza we Lwowie otrzymując tytuł doktora praw (1924), i rozpoczyna pracę w Urzędzie Wojewódzkim we Lwowie. W 1925 został przyjęty do polskiej służby zagranicznej, będąc zatrudniony m.in. w konsulacie w Koszycach (1925), jako attaché konsularny w Poselstwie w Meksyku (1931), w MSZ (1931-1933), attaché - kierownik Wydziału Konsularnego Poselstwa w Bernie (1933), wicekonsul w konsulacie generalnym w Chicago (1933-1936), konsul w konsulacie generalnym w Nowym Jorku (1936-1937), kierownik konsulatu w Winnipeg (1937-1939). Okres II wojny światowej spędził w Stanach Zjednoczonych, pod jej koniec, pełniąc obowiązki konsula generalnego w Chicago (1945). Po złożeniu rezygnacji został zwolniony ze stanowiska Przedstawiciela Prezydenta i Rządu RP na uchodźstwie 21 września 1979. Pochowany na Nowym Cmentarzu przy ulicy Nowotarskiej w Zakopanem (kw. L-2-10).

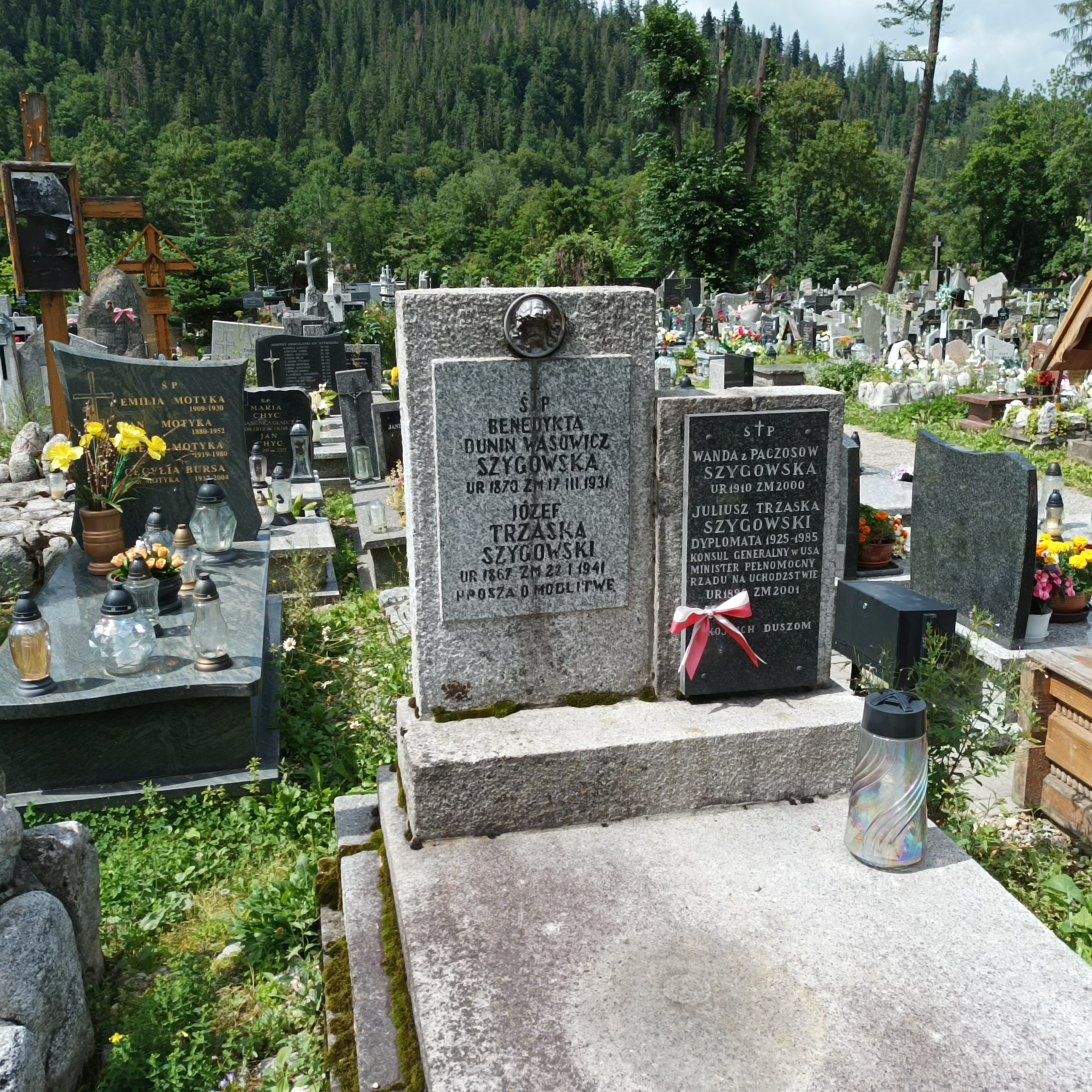
Grób Juliusza Szygowskiego na Nowym Cmentarzu w Zakopanem

## Ordery i odznaczenia
- Krzyż Komandorski z Gwiazdą Orderu Odrodzenia Polski (3 maja 1966, za zasługi położone dla Rzeczypospolitej Polskiej w długoletniej polskiej służbie zagranicznej)[3]
- Krzyż Oficerski Orderu Zasługi Rzeczypospolitej Polskiej (1 czerwca 1994, za wybitne zasługi w działalności polonijnej)[4]
- Krzyż Walecznych – dwukrotnie